# Astragalus masenderanus
Astragalus masenderanus là một loài thực vật có hoa trong họ Đậu. Loài này được Bunge miêu tả khoa học đầu tiên.